# Paralarinia
Paralarinia es un género de arañas araneomorfas de la familia Araneidae. Se encuentra en la ecozona afrotropical.

## Lista de especies
Según The World Spider Catalog 12.0:
- Paralarinia agnata Grasshoff, 1970
- Paralarinia bartelsi (Lessert, 1933)
- Paralarinia denisi (Lessert, 1938)
- Paralarinia incerta (Tullgren, 1910)